# The 69 Eyes
I The 69 Eyes sono un gruppo musicale gothic metal finlandese, formatosi ad Helsinki all'inizio degli anni novanta.

## Storia
I primi album del gruppo sono stati pubblicati solo in Finlandia: Bump 'n' Grind (1992), Motor City Resurrection (1994), Savage Garden (1995), Wrap Your Troubles in Dreams (1996). Questi album sono considerati metal (con alcuni, leggeri, tratti punk)
.

Tuttavia, il primo album che segna una svolta per il gruppo è Wasting the Dawn (1999), un successo nella scena gotica finlandese. Esso fonde, con una buona riuscita, temi malinconici con un rock iper energetico. Segue quindi la pubblicazione dell'album successivo Blessed Be, che ha reso loro fama in ambito europeo. Da questo album è inoltre stato estratto il singolo Gothic Girl, vincitore di un disco d'oro in Finlandia.
I The 69 Eyes iniziano i loro tour più significativi: partecipano al più famoso festival gotico tedesco: il M'era Luna Festival.
Nel 2002 continua la loro carriera con l'uscita del CD Paris Kills, annunciata come la conclusione di una trilogia (queste le parole di Jyrki, il frontman del gruppo). Partono quindi in tour, in Finlandia e in Europa, oltre all'immancabile M'era Luna.
Paris Kills vince il disco d'oro e guadagna posizioni in molte classifiche, anche in quella tedesca.
Nei primi mesi del 2003 la band è impegnata nella realizzazione del nuovo disco, e a marzo suonano, per la prima volta, a Mosca, in Russia. In settembre viene realizzato nella sola Finlandia Framed in Blood - The Very Blessed of the 69 Eyes, la prima raccolta della band su due CD, che riesce ad arrivare al numero 6 della classifica. Successivamente un tour intensivo nella nativa Finlandia. Proprio lì nasce il concept e poi la realizzazione di Helsinki Vampires: un dvd, che arriverà solo molto più tardi in Italia, il quale mostra i The 69 Eyes durante un concerto a Helsinki a Tavastia. Inoltre comprende tracce con video e delle interviste esclusive con i membri della band.
Alla fine del 2003 un'altra svolta. I The 69 Eyes firmano per la EMI Finland. Nella prima metà del 2004, la band è impegnata nella pre-produzione, arrangiamento e registrazione del nuovo album intitolato Devils. L'album è prodotto da Hiili Hiilesmaa (già in studio con HIM, Sentenced, Moonspell) e Johnny Lee Michaels per EMI/Virgin. Il primo singolo è Lost Boys e viene pubblicato in Finlandia ai primi di giugno. Lost Boys diventa la maggiore hit radiofonica che i The 69 Eyes abbiano mai avuto in Finlandia e raggiunge il primo posto della classifica dopo solo due settimane dall'uscita. Dopo un'estate passata per la maggior parte in tour in Finlandia ed in alcune nazioni europee, in ottobre esce Devils in Finlandia e Germania (nelle altre nazioni verrà pubblicato nei mesi successivi). Il secondo singolo è Devils, e per questa canzone viene realizzato un video, girato dai Baranga Brothers. Inoltre è stato realizzato anche un video per la canzone Lost Boys, prodotto da Bam Margera ad Hollywood.
Il loro ultimo album, pubblicato nel 2007, si intitola Angels. Il primo singolo estratto è stato Never Say Die, seguito da Perfect Skin il cui video è stato nuovamente curato da Bam Margera.
Nel 2008 è stato pubblicato il loro primo album dal vivo, intitolato Hollywood Kills - Live At the Whisky A Go Go.
Agli inizi del 2012 il gruppo ritorna in studio dopo un intenso tour per registrare il successivo album, intitolato X, che esce nel settembre 2012 in Europa e nell'ottobre negli Stati Uniti. Il primo singolo estratto dall'album è stato "Red" ed è stato accompagnato da un video musicale. Il secondo singolo è stato "Borderline". Entrambi i singoli erano disponibili prima dell'uscita dell'album in Europa. Nel febbraio 2013, la band ha pubblicato i singoli "Love Runs Away" e "Tonight" contemporaneamente tramite iTunes. "Tonight" è stato pubblicato esclusivamente in Finlandia, mentre "Love Runs Away" è stato pubblicato ovunque. Entrambi i singoli includono due brani inediti, "Rosary Blue" e "Dracula's Castle", quest'ultima canzone che Rudi Protrudi ha dichiarato di aver co-scritto con i 69 Eyes nel 2010.  
Nel novembre 2013 i 69 Eyes hanno pubblicato una compilation in doppio CD dei loro singoli di successo radiofonico intitolata The Best of Helsinki Vampires. La compilation includeva anche un nuovo singolo, "Lost Without Love".
Il 29 luglio 2015 la band ha annunciato di essere al lavoro su un nuovo album con il produttore Johnny Lee Michaels a Helsinki. Michaels aveva già lavorato con la band per quattro album consecutivi (Blessed Be, Paris Kills, Devils, Angels). L'uscita del nuovo album era prevista per l'inizio del 2016. Hanno anche annunciato il primo singolo "Jet Fighter Plane" che sarà pubblicato il 15 gennaio 2016. Il secondo singolo "Dolce Vita" è stato pubblicato l'8 aprile 2016. Entrambi i singoli hanno avuto dei video musicali diretti da Ville Juurikkala.  L'album, intitolato Universal Monsters, è stato pubblicato il 22 aprile 2016. Il terzo singolo è stato annunciato come "Jerusalem" ed è stato pubblicato con un video musicale il 13 maggio 2016.  
Il 17 aprile 2019, la band ha iniziato il suo primo tour negli Stati Uniti dal 2009, in vista dell'uscita del loro prossimo album. Il tour si è concluso il 18 maggio a Philadelphia, rendendoli l'ultima esibizione nazionale prevista al Trocadero prima della sua chiusura. 
Il 25 maggio 2019 i The 69 Eyes hanno annunciato che avrebbero pubblicato il loro dodicesimo album in studio, West End, venerdì 13 settembre 2019 via Nuclear Blast. Jyrki 69 ha fornito alcuni dettagli sul nuovo disco, affermando: "Sento che questo pianeta è a un punto di svolta. La fine del mondo occidentale è vicina e la domanda è: cosa succederà quando l'occidente finirà? Il titolo ha molteplici significati per noi... ma state certi che non ha assolutamente nulla a che fare con i Pet Shop Boys o con Londra". "Il brano tratta l'idea di Hollywood e di tutti coloro che vengono lì per realizzare i loro sogni, ma è molto raro che ci riescano e questa è una cosa che si può vedere ovunque", dichiara Jyrki 69. "È un luogo che fa diventare il mondo un luogo di morte. "È un luogo che ti fa disperare e volevo inserire queste vibrazioni oscure nella canzone. Ma d'altra parte il brano è anche una celebrazione della vita - dovremmo essere entusiasti di essere qui e tutti sono una leggenda e dovrebbero rendersi conto che dovremmo goderci quello che facciamo invece di preoccuparci di quello che pensano gli altri". I 69 Eyes hanno anche pubblicato un video dietro le quinte che mostra la registrazione del disco.
Nel febbraio del 2022, i 69 Eyes hanno annunciato di aver firmato per la Atomic Fire Records e due mesi dopo hanno pubblicato la loro prima canzone in tre anni, "Drive". Più tardi, nello stesso anno, la band ha pubblicato altre due canzoni: "Call Me Snake" e "California", la prima ispirata a Fuga da New York di John Carpenter e la seconda accompagnata da un video musicale. Entrambe le canzoni sono state incluse nell'EP Drive dello stesso anno. Nel marzo 2023 è stato pubblicato il video musicale del singolo "Death of Darkness". Jyrki 69 ha commentato: "Death Of Darkness" è una canzone sull'amore. L'amore ci porta alla luce. Molto semplice. Sembra scritta circa venticinque anni fa. È goth rock malinconico come lo conoscevamo nel 2001". L'album in studio Death of Darkness è stato pubblicato il 21 aprile 2023.
The 69 Eyes collaborano con la cantautrice americana Diane Warren e pubblicano la power balled "Fade To Grey" il 22 marzo 2024.

## Formazione
- Jyrki 69 (nato Jyrki Pekka Emil Linnankivi) - voce
- Bazie (nato Pasi Moilanen) - chitarra
- Timo-Timo (nato Timo Tapio Pitkänen) - chitarra
- Archzie (nato Arto Väinö Ensio Ojajärvi) - basso
- Jussi 69 (nato Jussi Heikki Tapio Vuori) - batteria

## Discografia
- 1992 – Bump 'n' Grind
- 1995 – Savage Garden
- 1997 – Wrap Your Troubles in Dreams
- 1999 – Wasting the Dawn
- 2000 – Blessed Be
- 2002 – Paris Kills
- 2004 – Devils
- 2007 – Angels
- 2009 – Back in Blood
- 2012 – X
- 2016 – Universal Monsters
- 2019 – West End
- 2023 – Death of Darkness